# Villa Loreley
Villa Loreley è un edificio residenziale di Napoli ubicato in via Gioacchino Toma, in un'ansa di tornante stradale.
La villa è stata progettata dal noto architetto napoletano liberty Adolfo Avena; di singolare impatto la facciata angolare e asimmetrica che si configura con tre file di aperture, tutte decorate con stucco, che riprendono intersezioni di figure e motivi geometrici. La parte centrale è curva, in cui si apre il modesto portale; inoltre, c'è una lunga finestra scandita da una serie di colonnine che condividono lo spazio in moduli.

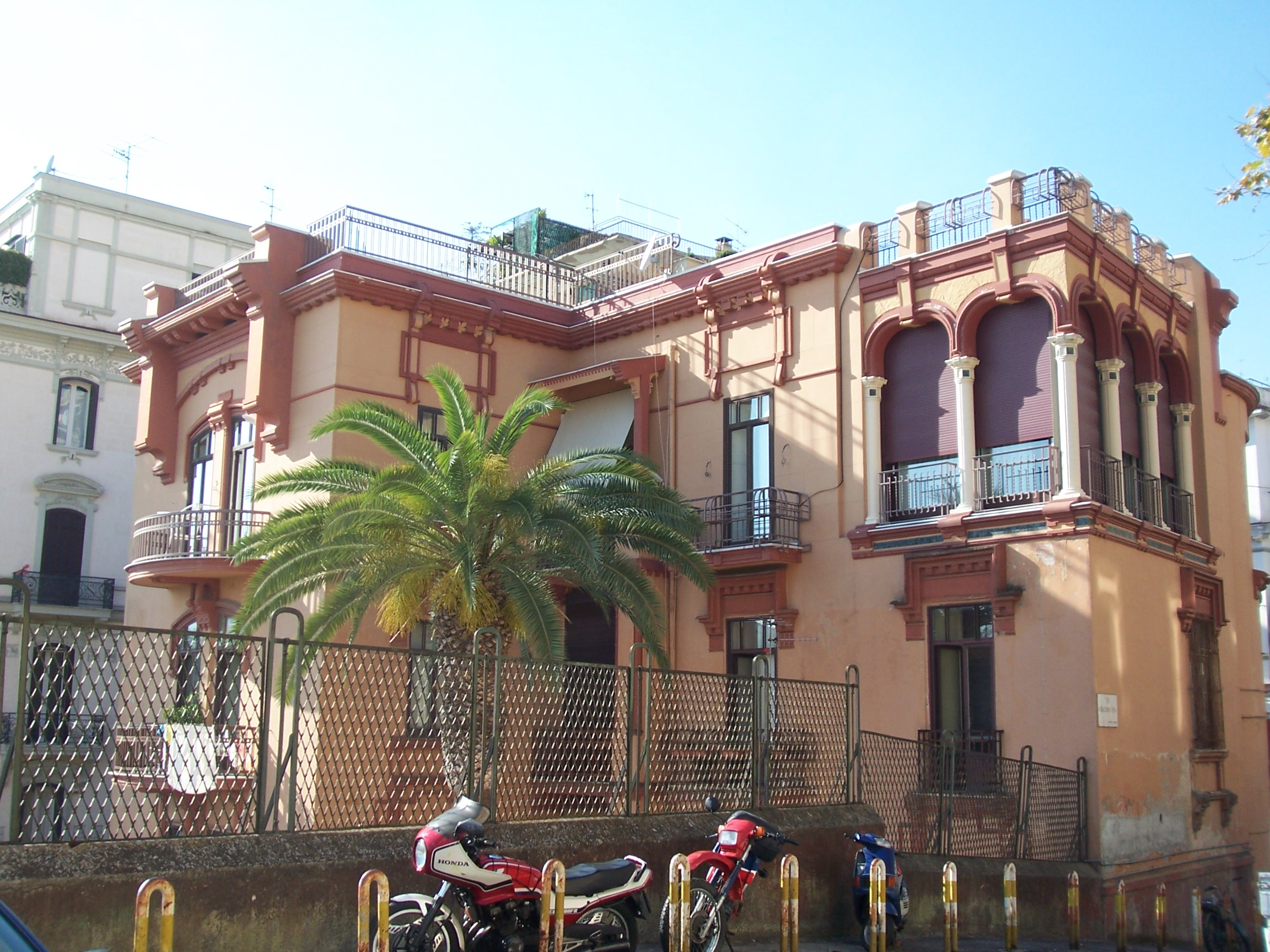
Villa Loreley (facciata posteriore)

Notevole è la veranda angolare che si apre con una sequenza di archi ribassati sorretti da pilastri-colonne, che alleggeriscono volumetricamente l'insieme della costruzione. Sul retro si apre un giardino posizionato ad un livello inferiore del piano stradale, perciò la facciata posteriore presenta quattro file di aperture.